# A mari usque ad mare

Armoiries du Canada avec la devise A MARI USQUE AD MARE.

A mari usque ad mare est la devise du Canada. Formulée en latin, elle provient du huitième verset du psaume 72 (71) du livre des Psaumes de la Bible. Elle signifie « De la mer jusqu’à la mer » et est à comprendre D’un océan à l’autre (l’océan Atlantique et l’océan Pacifique), faisant référence à l'étendue du Canada. Elle a été choisie par le pasteur presbytérien George Monro Grant, secrétaire de Sandford Fleming à l’époque de la Confédération canadienne. Grant avait publié son journal intitulé Ocean to Ocean le 28 juin 1873.

## Description
Le verset cité se lit : « Qu’il domine d'une mer à l’autre mer, Depuis le fleuve jusqu’aux extrémités de la terre. » Il trace le portait idéal du chef d’État et lui attribue une onction royale et messianique.
La traduction complète de ce verset en latin est : Et dominabitur a mari usque ad mare, et a flumine usque ad terminos terrae. Ce verset 8 (VIII) du psaume 71 (LXXI) de la traduction en grec (la Septante) et de la traduction latine (la Vulgate) correspond au verset 8 (VIII) du psaume 72 (LXXII) de l’original en hébreu.
La traduction en anglais de ce verset (« Bible du roi Jacques ») : He shall have dominion also from sea to sea, and from the river unto the ends of the earth, ne pouvait pas rester inaperçue lorsque l’ancienne colonie prit le nom de Dominion du Canada...
La devise est employée officiellement pour la première fois en 1906 à l’Assemblée législative de la Saskatchewan. Elle est approuvée par le sous-secrétaire d’État Joseph Pope (en), qui la place dans les armoiries du Canada. Elle figure dans la devise officielle des armoiries en 1921, lorsqu’elle est approuvée par le roi George V d'Angleterre.
Une devise alternative aurait été proposée par le militaire W.G. Gwatkin, mais la devise A mari usque ad mare fut acceptée en définitive par le gouvernement et le peuple canadien. Elle présente l’avantage d’être en latin, le pays étant bilingue.
La formule « De la mer à la mer » (en polonais : Od morza do morza) fut reprise par la Pologne de l’entre-deux-guerres : « ressuscitée » en tant qu’État au lendemain de la Grande Guerre, la Pologne aspira alors à une union politique avec l’Ukraine (Fédération Międzymorze ou « Fédération entre Mers ») : les deux mers sont la mer Baltique et la mer Noire... Et à compter de 2016 cette même Pologne a constitué une Initiative des trois mers (ITM, Trójmorze en polonais) regroupant douze pays : les trois mers sont la mer Baltique, la mer Adriatique et la mer Noire.

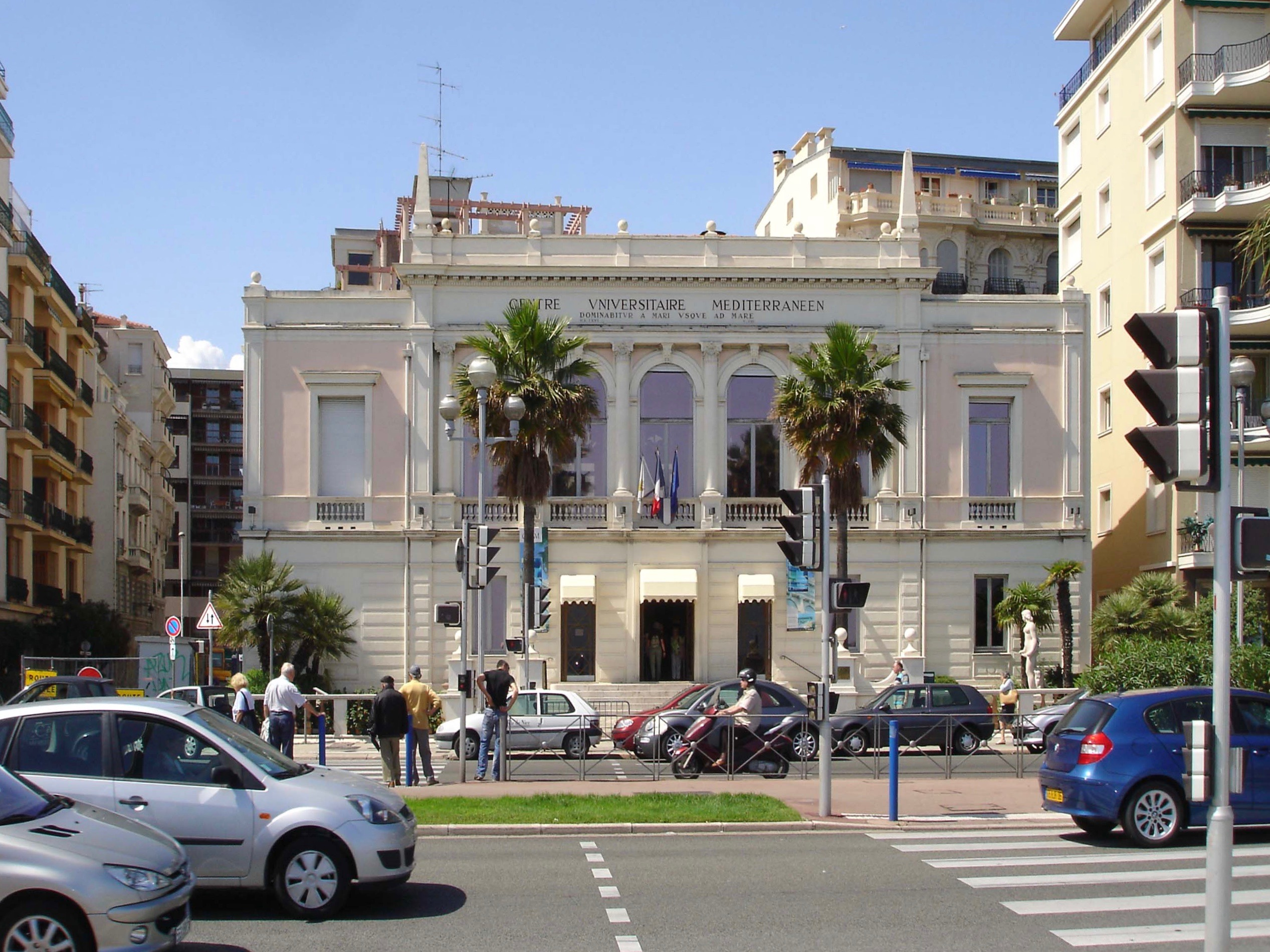
Façade du CUM portant les inscriptions CENTRE VNIVERSITAIRE MEDITERRANEEN et DOMINABITVR A MARI VSQVE AD MARE.

L’inscription DOMINABITVR A MARI VSQVE AD MARE (avec l’indication : PS. LXXI V. VIII) figure sur la façade du Centre universitaire méditerranéen (CUM) situé au 65, promenade des Anglais à Nice, en France, ville qui semble rappeler ainsi son statut de métropole de la Côte d’Azur.
Mare a mare est une expression corse signifiant « de mer à mer ». Elle désigne des sentiers de randonnée traversant la Corse. Ces deux mers sont la mer Méditerranée (à l’ouest) et la mer Tyrrhénienne (à l’est).

## Autres versions du verset
La version originale en hébreu du verset 8 du psaume 72 peut être transcrite ainsi de façon informelle :
vëyerëdë miyam ad-yam
uminahar ad-afte-arets
transcription dans laquelle le mot yam « mer » se laisse reconnaître dans mi[-]yam ad-yam « de mer à mer » (il existe une déesse antique de ce nom : Yam), la ressemblance de forme et de sens entre l’hébreu ad et le latin ad étant purement fortuite. Arets « terre, pays » est un mot que l’on retrouve dans le titre du journal israélien Haaretz (« Le Pays »).
Transcription informelle de la traduction en grec ancien (Septante, nombre de traductions ultérieures de la Bible ont été en réalité effectuées d’après cette version grecque) du verset 8 du psaume 71 (psaume OA') :
kai katakyrieusei apo thalassês heôs thalassês
kai apo potamou heôs peratôn oikoumenês.
La traduction de ce verset 8 du « Psalmus 72 (71) » de la Nova Vulgata éditée par le Vatican est la suivante :
Et dominabitur a mari usque ad mare
et a flumine usque ad terminos orbis terrarum.
La Collection de la Pléiade a publié une traduction de la Bible effectuée sous la direction d’Édouard Dhorme
. La traduction et les notes des Psaumes sont dues à Édouard Dhorme lui-même. Traduction du verset 8 du « Psaume LXXII (Vulgate LXXI) » :
Qu’il domine de la Mer à la Mer
et du Fleuve aux confins de la terre ! 
Une note précise : « De la Mer à la Mer, de la mer Rouge à la Méditerranée, d’après Exode, XXIII, 31. Comparer Zacharie, IX, 10 et Siracide (Ecclésiastique), XLIV, 21. Le Fleuve est l’Euphrate : Genèse, XV, 18 ; XXXI, 21, etc. Voir Psaumes LXXX, 12. »